# アイブラック

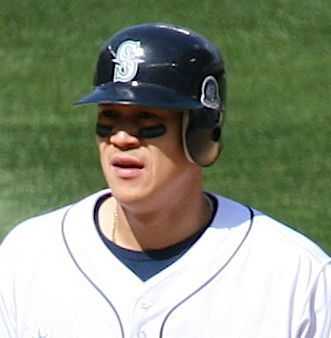
アイブラックを付けたシアトル・マリナーズの城島健司

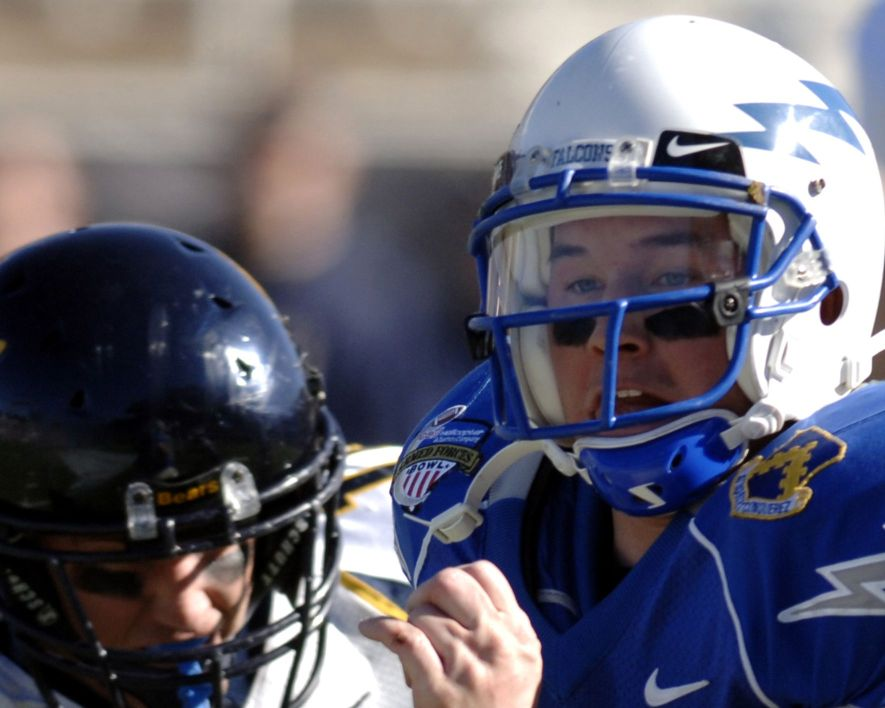
アイブラックを付けたフットボール選手たち

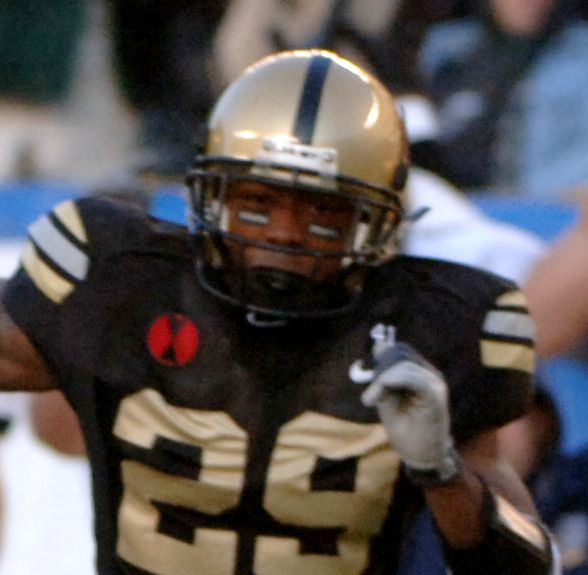
白線の入ったデザインのアイブラック

アイブラック (英: eye black) とは、グレア（眩しさ）を減らすためにスポーツ選手が目の下に付ける黒い防眩・遮光グリースやステッカーのことである。太陽光線やスタジアムの照明下では目の下で反射した光で両眼のコントラスト感覚が鈍り、空中のボールが背景に溶け込んで見えにくくなるため、野球やアメリカンフットボールの選手を中心に使用されている。
日本ではアイパッチと呼ばれることがあるが、本来アイパッチ (eye patch) とは眼帯のことである。

## 歴史
ESPN.comは、アイブラックをスポーツ選手が使用した最初のケースは、1942年のアメリカ合衆国で、フットボールチームワシントン・レッドスキンズのアンディー・ファーカス (Andy Farkas) によるものとしている。当時はアイブラックがまだ商品化されておらず、選手たちはミツロウとパラフィンとすすを混ぜ合わせて自分で作っていた。ファーカスは焼いたコルク樫の灰を使っていたと語っている。
日本では久保田運動具店が独自の黒い防眩ステッカーを「アイパルパッチ」の商品名で製造販売している。アメリカではウイルソン、ルイスビルスラッガー (Louisville Slugger)、フランクリンスポーツ (Franklin Sports)、ホットグローブ (Hot Glove)、ミューラー (Mueller) などのスポーツ用品メーカーが、汗に強く石鹸で流せるグリースタイプのアイブラックをスティックのりの形状で販売しており、日本でも輸入販売されている。
またアイブラック社（EyeBlack, EとBが大文字でEyeとBの間にスペースがない商品名。eye blackは一般名称）はグリースの特性を取り入れた防眩ステッカーに、スポーツリーグ、大学、レーシングチームなどのロゴ、背番号、国旗、文字、カスタムデザインを印刷するという商品で特許3つを取得、1つを出願中である。ステッカーは赤、オレンジ、黄色、緑、青、紫、ピンク、白など黒以外の色も販売されているが、同社は黒ほどの効果はないとしている。
日本では2010年PeaceWave（ピースウエーブ）https://web.archive.org/web/20100715043207/http://www.peacewave.jp/  というブランドからマリンスポーツやビーチで遊ぶために日焼け止め効果があるスティック状のブラックカラーの日焼け止めが発売された。もともとはマリンスポーツで逆光での眩しさを解消したいというサーフィンの選手からのリクエストで開発されたもの。
カスタムメイドのアイブラックの流行は、ニューオーリンズ・セインツのレジー・ブッシュが、南カリフォルニア大学在学中の2005年に試合で使用したものがきっかけとなっている。ブッシュのアイブラックには、黒字に銀色で書かれたサンディエゴの市外局番「619」やサンディエゴ郡の南東を意味する「SE」という故郷を賞賛するメッセージが込められていた。2006年に発売されたPlayStation 2・Xbox 360向けゲームソフト (NCAA 07 Football) のパッケージに描かれたブッシュも両眼の下に619のアイブラックを付けている。
アイブラックは兵士の迷彩ペイントのように格好が良い、あるいは自分を強く見せて相手を威嚇するために顔に付けるものだと考えて顔全体に塗る者がいるが、メジャーリーグはそのような用途に対してかなりの罰金を課す。また許可なくロゴやメッセージのついたアイブラックを使用することも禁止している。プロフットボールリーグ (NFL) でも同様の規則があるが、メジャーリーグと異なり守っていない選手が多い。

## 科学的効用
アイブラックの本来の使用目的は威圧感やメッセージ性ではなく防眩性にあると言われてきたが、21世紀に入ってようやく科学的に検証された。
2003年に眼科学専門誌『アーカイブス・オブ・オプサルモロジー』(Archives of Ophthalmology) にアイブラック・グリースやステッカーの効用性についてイェール大学のブライアン・デブロフ (Brian DeBroff) とパトリシア・パーク (Patricia Pahk) の医学博士2人が行った研究が掲載された。被験者をアイブラックのグリースを塗った者、アイブラックのステッカーを貼った者、ワセリンを塗った者の3グループに分け、自然の直射日光の中でペリ＝ロブソン・チャート (Pelli-Robson Chart) を用いてコントラスト感度を検査した。この研究では両眼ともアイブラックのグリースタイプは、ワセリンはもちろん防眩ステッカータイプにも有意差をつけ、アイブラック・グリースが太陽下においてグレアを減らしコントラスト感度の改善に効果があることが結論づけられた。
デブロフとパークの研究では被験者が自分の目の下に塗られたものを事前に知っていたため、2005年にニューハンプシャー大学 (University of New Hampshire) の心理学のクラスでベンジャミン・パワーズ (Benjamin Powers) が再実験を行った。これはアイブラック・グリースと、全く同じサイズと形と塗布感覚を持つが肌には何もつかないマテル社製のおもちゃの口紅というプラシーボを用いた対照実験である。その結果、改善度合いは少ないが、アイブラック・グリースは明らかに太陽光線のグレアを防ぐ効果があることが判明した。この実験ではさらに、青い目の人間は他の虹彩色の者より、また男性は女性よりアイブラックの効果が低いことも判明している。ただし被験者が少ないため、科学的効用を調べるには今後も更なる実験が必要である。